# هاینز واسرمن
هاینز واسرمن (انگلیسی: Heinz Wassermann; ۲۶ ژوئن ۱۹۳۹ – ۳ مارس ۲۰۲۲) بازیکن فوتبال اهل آلمان بود.
از باشگاه‌هایی که در آن بازی کرده‌است می‌توان به باشگاه فوتبال روت‌وایس اسن اشاره کرد.